# تیتولوس پیکتوس

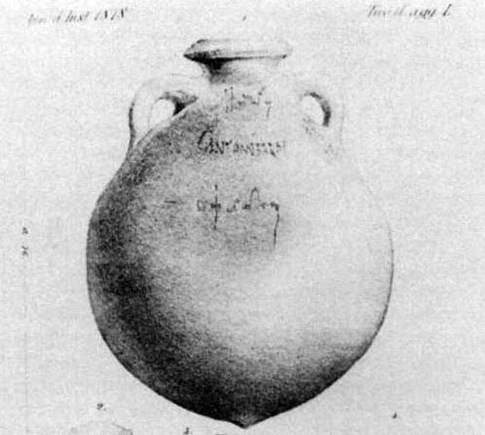
خمره خانواده درسل با نمونه‌ای از تیتولی پیکتی و مهر سفالگر یافته‌شده در مونته تیستاچو.

تیتولوس پیکتوس (انگلیسی: Titulus pictus) کتیبه‌ای تجاری است که روی سطح ظروف خاصی (از قبیل آمفورا) حک می‌شد. این کتیبه شامل اطلاعاتی بود مانند مبدأ، مقصد، نوع محصول و غیره. «تیتولی پیکتی» اغلب در ظروف سفالی رم باستان که برای تجارت محصولات استفاده می‌شدند، به کار می‌رفت. 